# La Tercera
La Tercera (em português: A Terceira), anteriormente conhecido como La Tercera de la Hora (A Terceira da Hora), é um jornal diário publicado em Santiago do Chile e pertencente à Copesa. É o concorrente mais próximo de El Mercurio.
O periódico faz parte da Associação Latino-americana de Jornais, uma organização de quatorze principais jornais da América do Sul.

## Histórico
La Tercera foi fundado em 7 de julho de 1950 pela família Picó Cañas. No começo, chamava-se La Tercera de la Hora, já que era a edição vespertina do antigo jornal La Hora. Mais tarde, nos anos 50, deixou de lado seu vínculo com o La Hora para se tornar um jornal matutino.
Inicialmente, La Tercera estava vinculado ao Partido Radical, mas, em 1965, desvinculou-se do partido, tornando-se um jornal independente de qualquer partido político, governo ou religião. Em 1970, o jornal foi um dos mais ferrenhos opositores ao governo Salvador Allende e, em 1973, apoiou o golpe militar de 11 de setembro e, depois, o regime militar do general Augusto Pinochet, com El Mercurio e com La Nación.
Nas décadas seguintes, funcionou como um tablóide, com a linguagem próximo à classe média. Em 2003, o La Tercera adotou seu formato atual, do tablóide ao formado Berlinês e, adotando uma linguagem mais formal, também aumentou significativamente o número de páginas em uma tentativa de atingir os estratos sociais mais altos. Em outubro de 2007, o jornal redesenhou a sua página na internet, dando-lhe um visual mais minimalista.
Com a vinda de seu novo diretor, Cristián Bofill, o jornal se especializou na cobertura de eventos e questões políticas, empresariais e econômicas. Nos últimos anos, La Tercera se tornou um dos jornais mais influentes do país, e ponto de referência para o mundo político e do resto da mídia.
Em novembro de 2008, o site foi renovado, integrando todos os meios de comunicação da Copesa numa única página chamada Mediacenter La Tercera. Um mês depois, o jornal passou a fazer parte da Aliança Estratégica da CNN Chile; esta aliança é compartilhada com a Rádio Bío-Bío e um grupo de canais de TV da região, além da UCV TV, e uma Rede de Diários Cidadãos.
No domingo do dia 1 de agosto de 2010, o La Tercera apresentou um novo cabeçalho completamente diferente dos anteriores. Desta vez, ela tem letras vermelhas e brancas. O jornal redesenhado foi feito pelo chileno Marcelo Godoy e pelo espanhol Javier Errea.
Desde 2 de novembro de 2010, o La Tercera inclui a edição internacional do jornal espanhol El País para assinantes que efetuam um pagamento adicional. O atual redator-chefe é Juan Pablo Larraín Medina.
Em 16 de junho de 2017, o jornal transferiu seus escritórios do local histórico de Vicuña Mackenna 1962 (Ñuñoa) para um novo edifício em Apoquindo 4660.